# Olympische Sommerspiele 2012/Schwimmen – 200 m Schmetterling (Männer)
Der Wettbewerb über 200 Meter Schmetterling der Männer bei den Olympischen Spielen 2012 in London wurde am 30. und 31. Juli 2012 im London Aquatics Centre ausgetragen. 37 Athleten nahmen daran teil. 
Es fanden fünf Vorläufe statt. Die 16 schnellsten Schwimmer aller Vorläufe qualifizierten sich für die zwei Halbfinals, die am gleichen Tag ausgetragen wurden. Auch hier qualifizierten sich die Finalteilnehmer über die acht schnellsten Zeiten beider Halbfinals.
Abkürzungen: WR = Weltrekord, OR = olympischer Rekord, NR = nationaler Rekord, PB = persönliche Bestleistung, JWB = Jahresweltbestzeit

## Bestehende Rekorde
| Weltrekord         | Michael Phelps ( Vereinigte Staaten) | 1:51,51 min | Rom, Italien                | 29. Juli 2009   |
| Olympischer Rekord | Michael Phelps ( Vereinigte Staaten) | 1:52,03 min | Peking, Volksrepublik China | 13. August 2008 |

## Titelträger
| Olympiasieger     | Michael Phelps ( Vereinigte Staaten) | 1:52,03 min | Peking 2008   |
| Weltmeister       | Michael Phelps ( Vereinigte Staaten) | 1:53,34 min | Shanghai 2011 |
| Europameister     | László Cseh ( Ungarn)                | 1:54,95 min | Debrecen 2012 |
| Deutscher Meister | Toni Embacher                        | 1:58,53 min | Berlin 2012   |

## Vorlauf

### Vorlauf 1
30. Juli 2012
| Platz | Name             | Nation    | Zeit        | Anmerkung |
| ----- | ---------------- | --------- | ----------- | --------- |
| 1     | Gal Nevo         | Israel    | 1:59,98 min |           |
| 2     | Omar Pinzón      | Kolumbien | 2:02,32 min |           |
| 3     | Diego Castillo   | Panama    | 2:04,72 min |           |
| 4     | Yousef al-Askari | Kuwait    | 2:05,41 min |           |
| 5     | Hocine Haciane   | Andorra   | 2:06,37 min |           |

### Vorlauf 2
30. Juli 2012
| Platz | Name            | Nation            | Zeit        | Anmerkung |
| ----- | --------------- | ----------------- | ----------- | --------- |
| 1     | Pedro Oliveira  | Portugal          | 1:58,45 min |           |
| 2     | Mauricio Fiol   | Peru              | 1:59,02 min | NR        |
| 3     | Marcos Lavado   | Venezuela         | 1:59,31 min |           |
| 4     | Ilja Tschujew   | Ukraine           | 1:59,65 min |           |
| 5     | Alexandru Coci  | Rumänien          | 1:59,67 min |           |
| 6     | Hsu Chi-chieh   | Chinesisch Taipeh | 1:59,81 min |           |
| 7     | David Sharpe    | Kanada            | 1:59,87 min |           |
| 8     | Alexandre Liess | Schweiz           | 2:00,13 min |           |

### Vorlauf 3
30. Juli 2012
| Platz | Name                | Nation         | Zeit        | Anmerkung |
| ----- | ------------------- | -------------- | ----------- | --------- |
| 1     | Velimir Stjepanović | Serbien        | 1:54,99 min | NR        |
| 2     | Chad le Clos        | Südafrika      | 1:55,23 min |           |
| 3     | Chen Yin            | China          | 1:55,60 min |           |
| 4     | Kazuya Kaneda       | Japan          | 1:55,70 min |           |
| 5     | Wu Peng             | China          | 1:55,88 min |           |
| 6     | Ioannis Drymonakos  | Griechenland   | 1:56,97 min |           |
| 7     | Joseph Roebuck      | Großbritannien | 1:56,99 min |           |
| 8     | Robert Žbogar       | Slowenien      | 1:58,99 min |           |

### Vorlauf 4
30. Juli 2012
| Platz | Name                 | Nation       | Zeit        | Anmerkung |
| ----- | -------------------- | ------------ | ----------- | --------- |
| 1     | Takeshi Matsuda      | Japan        | 1:55,81 min |           |
| 2     | László Cseh          | Ungarn       | 1:55,86 min |           |
| 3     | Bence Biczó          | Ungarn       | 1:56,51 min |           |
| 4     | Nikolai Skworzow     | Russland     | 1:56,76 min |           |
| 5     | Kaio de Almeida      | Brasilien    | 1:56,99 min |           |
| 6     | Marcin Cieślak       | Polen        | 1:57,07 min |           |
| 7     | Leonardo de Deus     | Brasilien    | 1:58,03 min |           |
| 8     | Stefanos Dimitriadis | Griechenland | 1:58,79 min |           |

### Vorlauf 5
30. Juli 2012
| Platz | Name               | Nation             | Zeit        | Anmerkung |
| ----- | ------------------ | ------------------ | ----------- | --------- |
| 1     | Dinko Jukić        | Österreich         | 1:54,79 min |           |
| 2     | Tyler Clary        | Vereinigte Staaten | 1:54,96 min |           |
| 3     | Michael Phelps     | Vereinigte Staaten | 1:55,53 min |           |
| 4     | Paweł Korzeniowski | Polen              | 1:56,09 min |           |
| 5     | Nick D’Arcy        | Australien         | 1:56,25 min |           |
| 6     | Chris Wright       | Australien         | 1:56,69 min |           |
| 7     | Roberto Pavoni     | Großbritannien     | 1:57,55 min |           |
| 8     | Joseph Schooling   | Singapur           | 1:59,18 min |           |

## Halbfinale

### Lauf 1
30. Juli 2012
| Platz | Name               | Nation             | Zeit        | Anmerkung |
| ----- | ------------------ | ------------------ | ----------- | --------- |
| 1     | Takeshi Matsuda    | Japan              | 1:54,25 min |           |
| 2     | Chad le Clos       | Südafrika          | 1:54,34 min | NR        |
| 3     | Chen Yin           | China              | 1:54,43 min |           |
| 4     | Tyler Clary        | Vereinigte Staaten | 1:54,93 min |           |
| 5     | Wu Peng            | China              | 1:55,65 min |           |
| 6     | Nick D’Arcy        | Australien         | 1:56,07 min |           |
| 7     | Ioannis Drymonakos | Griechenland       | 1:58,05 min |           |
| 8     | Chris Wright       | Australien         | 1:58,56 min |           |

### Lauf 2
30. Juli 2012
| Platz | Name                | Nation             | Zeit        | Anmerkung |
| ----- | ------------------- | ------------------ | ----------- | --------- |
| 1     | Michael Phelps      | Vereinigte Staaten | 1:54,53 min |           |
| 2     | Dinko Jukić         | Österreich         | 1:54,95 min |           |
| 3     | Paweł Korzeniowski  | Polen              | 1:55,04 min |           |
| 4     | Velimir Stjepanović | Serbien            | 1:55,13 min |           |
| 5     | Bence Biczó         | Ungarn             | 1:55,36 min |           |
| 6     | Kazuya Kaneda       | Japan              | 1:55,56 min |           |
| 7     | László Cseh         | Ungarn             | 1:55,88 min |           |
| 8     | Nikolai Skworzow    | Russland           | 1:56,53 min |           |

## Finale
31. Juli 2012, 19:49 Uhr MEZ
| Platz | Name                | Nation             | Zeit        | Anmerkung |
| ----- | ------------------- | ------------------ | ----------- | --------- |
| 1     | Chad le Clos        | Südafrika          | 1:52,96 min | NR        |
| 2     | Michael Phelps      | Vereinigte Staaten | 1:53,01 min |           |
| 3     | Takeshi Matsuda     | Japan              | 1:53,21 min |           |
| 4     | Dinko Jukić         | Österreich         | 1:54,35 min | NR        |
| 5     | Tyler Clary         | Vereinigte Staaten | 1:55,06 min |           |
| 6     | Velimir Stjepanović | Serbien            | 1:55,07 min |           |
| 7     | Paweł Korzeniowski  | Polen              | 1:55,08 min |           |
| 8     | Chen Yin            | China              | 1:55,18 min |           |

Mit seinem Sieg ist le Clos der erste südafrikanische Medaillengewinner und Olympiasieger in dieser Disziplin. Le Clos verbesserte in diesem Wettbewerb dazu den südafrikanischen Rekord gleich zwei Mal.

Michael Phelps schrammte um 5/100 Sekunden an seinem ersten olympischen Triple vorbei. Das holte er jedoch vier Tage später über 200 Meter Schmetterling nach.

Mit dieser Medaille, seiner insgesamt 18., zog Phelps mit der sowjetischen Turnerin Larissa Latynina in der Anzahl der gewonnenen Medaillen gleich.